# Clubiona clima
Clubiona clima är en spindelart som beskrevs av Forster 1979. Clubiona clima ingår i släktet Clubiona och familjen säckspindlar. Inga underarter finns listade i Catalogue of Life.